# داینیس اوزولس
داینیس اوزولس (لتونیایی: Dainis Ozols؛ زادهٔ ۱۱ سپتامبر ۱۹۶۶) دوچرخه‌سوار اهل لتونی بود.
وی در مسابقات کشوری و بین‌المللی در مجموع برندهٔ ۱ مدال برنز شده‌است.